# Wundsheim
Wundsheim ist ein Ortsteil der Stadt  Neunburg vorm Wald im Landkreis Schwandorf in Bayern.

## Geographie
Wundsheim liegt circa 13 Kilometer nordwestlich von Neunburg vorm Wald etwa einen Kilometer nördlich der Staatsstraße 2151, die Neunburg vorm Wald mit der A 93 in Schwarzenfeld verbindet.

## Geschichte
Wundsheim wurde 1310 als Edelsitz der adeligen Wundsheimer erstmals urkundlich erwähnt.
Am 23. März 1913 gehörte Wundsheim zur Pfarrei Kemnath bei Fuhrn, bestand aus zwölf Häusern und zählte 69 Einwohner.
Am 31. Dezember 1990 hatte Wundsheim 84 Einwohner und gehörte zur Pfarrei Kemnath bei Fuhrn.

## Tourismus
Der Fränkische Jakobsweg führt nahe an Wundsheim vorbei. Der mit einer weißen Jakobsmuschel auf blauem Grund markierte Pilgerweg führt aus Mitterauerbach kommend nach Glöcklhof, das drei Kilometer westlich von Wundsheim liegt.